# Warren Suicide
Warren Suicide est un groupe allemand d'electropunk, originaire de Neukölln, Berlin.

## Histoire
Warren Suicide est un collectif électro basé à Berlin, avec de fortes influences rock. Le logo du groupe est un homme étroit et pâle avec une tête incroyablement large. On lui donne le nom de « Warren » et les autres membres du groupe le considèrent comme le quatrième membre du groupe. Il apparaît fréquemment dans la présentation de VJ.
Sur scène, la musique electropunk issue des ordinateurs portables Apple est combinée à la musique des guitares. Leurs performances sont fortement soutenues par des présentations vidéo. En Allemagne, le groupe se forge une réputation raisonnable sur le circuit des clubs. Ils sont également invités à de grands festivals tels que Rock am Ring et M'era Luna. Aux Pays-Bas, ils donnent quelques concerts dans des clubs et participent au festival Berlin Ruft An ! au Paard van Troje (La Haye).
En date, le groupe compte quatre albums, tous remarqués par la presse spécialisée : Warren Suicide en 2005,, The Hello en 2006, Requiem for a Missing Link en 2008, et World Warren III en 2011,.

## Discographie

### Albums studio
- 2005 : Warren Suicide (MSI Music)
- 2006 : The Hello
- 2008 : Requiem for a Missing Link (Shitkatapult)
- 2011 : World Warren III (Shitkatapult)